# Shelby's Iron Brigade
La brigade de fer de Shelby, également connue sous le nom de brigade de fer du Missouri, est une brigade de cavalerie confédérée, dirigée par le brigadier général Joseph O. Shelby, sur le théâtre du Trans-Mississippi de la guerre de Sécession. 

## Surnom de la brigade
Le surnom de brigade de fer est donné par l'ancien adjudant de Joseph O. Shelby, John Newman Edwards, dans son récit de 1867, Shelby and His Men.

## Formation de la brigade
La brigade de fer de Shelby est formée à l'origine, en 1863, sous les ordres, du major général Thomas C. Hindman, après une expédition de recrutement réussie, dans le Missouri, par Joseph O. Shelby, Upton Hays et John T. Coffee ; qui chacun recrute, un régiment de cavalerie. Ces nouveaux régiments, 5th de Shelby, 11th de Hays et 6th Coffee (rebaptisé comme le 12th), sont assemblés en une brigade sous le commandement du colonel Shelby.

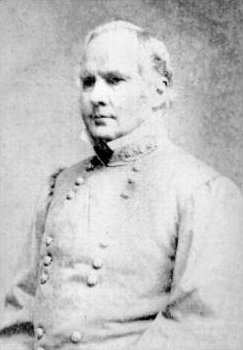
La brigade de fer de Jo Shelby sert, en 1864, sous les ordres du major général confédéré, de l'Arkansas, Sterling Price, lors de sa grande offensive, dans le Missouri tenu pat l'Union.

## Campagnes
La brigade de fer de Shelby, basée dans l'Arkansas, participe à quatre grands raids, dans le Missouri, au cours de la guerre, et gagnant la réputation d'être la plus redoutable brigade sur le théâtre. 
Shelby est promu brigadier général, à la suite de son raid réussi de 1863. Lorsque Shelby plus tard assume le commandement de la division, il est remplacé par M. Jeff Thompson. La brigade reste dans la division de Shelby dans l'armée du Missouri et combat lors de l'expédition du Missouri de 1864 du major général Sterling Price—sauvant l'armée de Price de la destruction à plusieurs reprises, y compris lors de la retraite à la bataille de Marmiton River.
À l'automne de 1864, environ 1 500 cavaliers de la brigade de fer de Shelby encerclent Sedalia, au Missouri, et maîtrisent les défenseurs de la milice locale de l'Union. Ils commencent à piller et à saccager la ville, le 15 octobre 1864. Après l'arrivée du général Thompson à Sedalia, il ordonne à ses hommes d'arrêter la destruction et les fait partir, laissant Sedalia une fois de plus dans les mains de l'Union.
Plus tard, la brigade de fer du Missouri se distingue, aux batailles de 1864 de Little Blue River et de Westport, et capture un grand nombre de villes, à leur garnison de l'Union, y compris Potosi, Boonville, Waverly, Stockton, Lexington, et California, dans le Missouri[réf. nécessaire]. La brigade participe au dernier combat du raid de Price au Missouri, retardant la poursuite de l'Union lors de la seconde bataille de Newtonia, le 28 octobre 1864.

## Dissolution de la brigade et ré-installation au Mexique
Plutôt que de se rendre, en 1865, avec l'effondrement de la Confédération, en juin, Shelby et ses hommes partent vers le sud, au Mexique, pour offrir leurs services à l'Empereur Maximilien, qui refuse d'accepter les ex-confédérés, dans ses forces armées. Cependant, l'empereur leur accorde des terres, pour une colonie américaine au Mexique, et la plupart de la brigade de fer de Shelby s'installe sur la terre libre.

## Brigades de fer de l'armée de l'Union
Il y a eu d'autres brigades connues sous le même nom. L'utilisation du nom d'« Iron Brigade » n'est pas prise à la légère dans l'armée américaine, et les unités actuelles qui ont pris « Iron Brigade » comme leur surnom ont fait leurs preuves au combat pour être dignes de porter le nom.
Une autre brigade, dans l'armée du Potomac, a été auparavant la première « Iron Brigade » dans l'armée de l'Union et, plus tard, comme la « brigade de fer de l'Est » ou « première brigade de fer », pour éviter toute confusion. Cette unité a été la première brigade de la première division du Ie corps, avant de la brigade de Meredith obtienne cette désignation. Elle se composait du 22nd New York, 24th New York, 30th New York, 14th Régiment (milice de l'État de New York), et du 2nd U.S. Sharpshooters. 
Une autre brigade, dans l'armée du Potomac, de trois États de l'ouest, a été nommée plus tard et la plus connue comme la brigade de fer, connue comme la « brigade de fer de l'ouest », qui a combattu lors de la bataille de Gettysburg. Cette brigade était composée d'unités, de l'Indiana, du Wisconsin et du Michigan, les 2nd, 6th, et 7th Wisconsin Volunteer Infantry Regiment, le 19th Indiana, la batterie B de la 4th U.S. Light Artillery, et sont rejoints plus tard par le 24th Michigan.
Bien que, cette brigade de fer de l'est ait servi dans la même division d'infanterie, comme la brigade de fer l'ouest, l'attention de la presse s'est portée principalement sur celle-là. La plupart des régiments de l'est ont été libérés avant la bataille de Gettysburg, où les régiments de la brigade de fer de l'est et la brigade de fer de l'ouest, ont atteint sans doute le sommet de leur gloire. Des études récentes identifient deux autres brigades appelées par leurs membres ou d'autres comme le « brigade de fer » : la troisième brigade de la première division du IIIe corps (17th Maine, 3rd Michigan, 5th Michigan, 1st, 37th, et 101st New York), la brigade de Reno lors de l'expédition de Caroline du Nord (21st et 35th Massachusetts, 51st Pennsylvania, et 51st New York).

## Brigades de fer de l'armée américain moderne
La deuxième brigade de l'armée américaine de la 1st Armored Division, a porté le surnom de brigade de fer depuis 1985 et était appelée la brigade des « Black Hat ».
La 3rd Brigade Combat Team, 1st Infantry Division est connue comme la brigade de fer depuis sa création en 1917, au cours de la Première Guerre mondiale, la Seconde Guerre mondiale et le Vietnam, jusqu'au début des années 2000 lorsque, pour des raisons encore mal connues, le nom est changé pour la brigade de Duke. Le cimier de l'unité est une croix de fer dans un triangle, il semble qu'il a aussi changé.
La troisième brigade de la quatrième division d'infanterie est également connue comme la brigade de fer. Le cimier de l'unité est similaire aux médailles émises pour les vétérans de la brigade de fer de l'ouest et de l'est de l'armée du Potomac. La 1st Heavy Brigade Combat Team de la deuxième division d'infanterie (États-unis) est connue comme la brigade de fer. Située au camp Casey, en Corée du Sud, la brigade joue un rôle essentiel de dissuasion militaire dans la péninsule coréenne.
La deuxième brigade de la troisième division blindée (fer de Lance), anciennement stationnée à Coleman Kaserne à Gelnhausen, en Allemagne.
La 157th Maneuver Enhancement Brigade, également connue comme brigade de fer, est basée à Milwaukee, dans le Wisconsin. Elle était autrefois connue comme la 57th Field Artillery Brigade, au moment où ses unités subordonnées comprennent le 1st Battalion, le 126th Field Artillery Regiment et le 1st Battalion du 121st Field Artillery Regiment de la armée de la garde nationale du Wisconsin, plus le 1st Battalion  du 182nd Field Artillery Regiment of the Michigan Army National Guard. Elle ne doit pas être confondue avec la célèbre « brigade de fer » de la guerre de Sécession, la 57th Field Artillery Brigade  est également connue comme la « brigade de fer », surnom donné traditionnellement aux unités d'élite d'artillerie lors de la guerre de Sécession. C'est au cours de la Première Guerre mondiale que la 57th Field Artillery Brigade gagne son surnom car elle passe de nombreuses heures sur le front et tire plus de salves d'artillerie que toute autre brigade de l'armée américaine.
La 32nd Infantry Division est une division d'infanterie de la garde nationale de l'armée des États-Unis qui a combattu principalement pendant la Première Guerre mondiale et la Seconde Guerre mondiale. Elle est formée avec des unités des états du Wisconsin et du Michigan. Avec des racines comme la bridage de fer de la guerre de Sécession, les unités ancestrales de la division sont issues de la division de la mâchoire de fer (Iron Jaw Division).
Le nom de « brigade de fer » est également utilisé pour décrire la ligne offensive de équipe des Badgers de football américain de l'université du Wisconsin. La ligne est connue pour sa taille, sa force et son dévouement à la protection du champ arrière. Les Badgers jouent dans de stade du camp Randall, un site utilisé pour former les volontaires du Wisconsin pendant la guerre de Sécession.